# Josef Koll
Josef Koll (ur. 2 grudnia 1955 w Eidenbergu) – austriacki biathlonista. W Pucharze Świata zadebiutował 2 marca 1978 roku w Hochfilzen, gdzie zajął 30. miejsce w biegu indywidualnym. Nigdy nie zdobył pucharowych punktów, jednak 27 stycznia 1980 roku w Anterselvie wspólnie z Rudolfem Hornem, Franzem-Josefem Weberem i Alfredem Ederem zajął drugie miejsce w sztafecie. W 1978 roku wystąpił na mistrzostwach świata w Hochfilzen, gdzie zajął 30. miejsce w biegu indywidualnym, 26. miejsce w sprincie i piąte w sztafecie. Podczas rozgrywanych rok później mistrzostw świata w Ruhpolding zajął 38. miejsce w biegu indywidualnym, 47. miejsce w sprincie i szóste w sztafecie. Brał też udział w igrzyskach w Lake Placid w 1980 roku, plasując się na szóstej pozycji w sztafecie.

## Osiągnięcia

### Igrzyska olimpijskie
| Rok  | Miejscowość | Konkurencje | Konkurencje | Konkurencje | Konkurencje | Konkurencje | Konkurencje | Konkurencje |
| Rok  | Miejscowość | IN          | SP          | PU          | MS          | RL          | MR          | SR          |
| ---- | ----------- | ----------- | ----------- | ----------- | ----------- | ----------- | ----------- | ----------- |
| 1980 | Lake Placid | –           | –           | nd.         | nd.         | 6.          | nd.         | –           |

### Mistrzostwa świata
| Rok  | Miejscowość | Konkurencje | Konkurencje | Konkurencje | Konkurencje | Konkurencje | Konkurencje | Konkurencje |
| Rok  | Miejscowość | IN          | SP          | PU          | MS          | RL          | MR          | SR          |
| ---- | ----------- | ----------- | ----------- | ----------- | ----------- | ----------- | ----------- | ----------- |
| 1978 | Hochfilzen  | 30.         | 26.         | nd.         | nd.         | 5.          | nd.         | –           |
| 1979 | Ruhpolding  | 38.         | 47.         | nd.         | nd.         | 6.          | nd.         | –           |

### Puchar Świata

#### Miejsca w klasyfikacji generalnej
| Sezon     | Miejsce |
| --------- | ------- |
| 1977/1978 | -       |
| 1978/1979 | -       |

#### Miejsca na podium chronologicznie
Koll nigdy nie stanął na podium indywidualnych zawodów PŚ.